# Ирматов, Хорун
Хорун Ирматов[ударение?] (узб. [какое?]; 10 января 1907, кишлак Курганча, Ташлакский район, Ферганская область, УССР, СССР — 24 февраля 1991, Фергана, Ферганская область, УССР, СССР) — советский хозяйственный, государственный и политический деятель, Герой Социалистического Труда.

## Биография
Родился в 1907 году в кишлаке Курганча.
Член КПСС с 1938 года.
С 1923 года — на хозяйственной, общественной и политической работе. В 1923—1980 гг. — комсомольский и партийный работник в Ташлакском районе, второй секретарь, первый секретарь Ташлакского райкома КП(б) Узбекистана, первый секретарь Ахунбабаевского райкома КП(б) Узбекистана, первый секретарь Кувинского райкома КП(б) Узбекистана, председатель Кувинского райисполкома, начальник Каркидонского райводуправления.
Указом Президиума Верховного Совета СССР от 11 января 1957 года присвоено звание Героя Социалистического Труда с вручением ордена Ленина и золотой медали «Серп и Молот».
Избирался депутатом Верховного Совета Узбекской ССР 5-го и 7-го созывов.
Награждён 5 орденами.
Умер в Фергане в 1991 году.